# Прем'єр-міністри Бельгії
Прем'єр-міністр Бельгії (нід. Kabinetsleider/premier, фр. Chef de Cabinet) — голова уряду Королівства Бельгія. Офіційні назви посади: нід. Eerste Minister, фр. Premier Ministre, нім. Premierminister.

## Історія
З початку незалежності Бельгії та до 1918 року ця посада мала назву «голова уряду» (нід. Kabinetsleider, фр. Chef de Cabinet), роботою уряду і власне державою керував король Бельгії. Після Першої світової війни уряд почали очолювати прем'єр-міністри, які стали фактичними керівниками держави.
10 червня 2024 року Александр Де Кроо подав у відставку з посади прем'єра після програшу його партії на національних виборах до Європарламенту.

## Список
| №  | Голова уряду                                                              | Початок          | Закінчення        | Партія   |
| -- | ------------------------------------------------------------------------- | ---------------- | ----------------- | -------- |
| 1  | Етьєн Константин Герлах (Étienne de Gerlache)                             | 26 лютого 1831   | 4 березня 1831    | католики |
| 2  | Жозеф Лебо (Joseph Lebeau)                                                | 23 березня 1831  | 21 липня 1831     | ліберали |
| 3  | Фелікс де Мюленар (Félix de Muelenaere)                                   | 24 липня 1831    | 20 жовтня 1832    | католики |
| 4  | Альбер Жозеф Гобле д'Альв'єлла (Albert Joseph Goblet d'Alviella)          | 20 жовтня 1832   | 4 серпня 1834     | ліберали |
| 5  | Бартелемі де Тьо де Мейланд (Barthélémy de Theux de Meylandt)             | 4 серпня 1834    | 18 квітня 1840    | католики |
| 6  | Жозеф Лебо (Joseph Lebeau) (2-й строк)                                    | 18 квітня 1840   | 13 квітня 1841    | ліберали |
| 7  | Жан-Батіст Нотон (Jean-Baptiste Nothomb)                                  | 13 квітня 1841   | 30 липня 1845     | ліберали |
| 8  | Сильвен ван де Веєр (Sylvain Van de Weyer)                                | 30 липня 1845    | 31 березня 1846   | ліберали |
| 9  | Бартелемі де Тьо де Мейланд (Barthélémy de Theux de Meylandt) (2-й строк) | 31 березня 1846  | 12 серпня 1847    | католики |
| 10 | Шарль Роже (Charles Rogier)                                               | 12 серпня 1847   | 31 жовтня 1852    | ліберали |
| 11 | Анрі де Бруккер (Henri de Brouckère)                                      | 31 жовтня 1852   | 30 березня 1855   | ліберали |
| 12 | П'єр де Деккер (Pierre de Decker)                                         | 30 березня 1855  | 9 листопада 1857  | католики |
| 13 | Шарль Роже (Charles Rogier) (2-й строк)                                   | 9 листопада 1857 | 3 січня 1868      | ліберали |
| 14 | Вальтер Фрер-Орбан (Walthère Frère-Orban)                                 | 3 січня 1868     | 2 липня 1870      | ліберали |
| 15 | Жуль д'Анетан (Jules d'Anethan)                                           | 2 липня 1870     | 7 грудня 1871     | католики |
| 16 | Бартелемі де Тьо де Мейланд (Barthélémy de Theux de Meylandt) (3-й строк) | 7 грудня 1871    | 21 серпня 1874    | католики |
| 17 | Жуль Малу (Jules Malou)                                                   | 21 серпня 1874   | 19 червня 1878    | католики |
| 18 | Вальтер Фрер-Орбан (Walthère Frère-Orban) (2-й строк)                     | 19 червня 1878   | 16 червня 1884    | ліберали |
| 19 | Жуль Малу (Jules Malou) (2-й строк)                                       | 16 червня 1884   | 26 жовтня 1884    | католики |
| 20 | Огюст Марі Франсуа Беєрнарт (Auguste Beernaert)                           | 26 жовтня 1884   | 26 березня 1894   | католики |
| 21 | Жуль де Бурле (Jules de Burlet)                                           | 26 березня 1894  | 25 лютого 1896    | католики |
| 22 | Поль де Смет де Неєр (Paul de Smet de Naeyer)                             | 25 лютого 1896   | 24 січня 1899     | католики |
| 23 | Жуль Ванденпеєрбоом (Jules Vandenpeereboom)                               | 24 січня 1899    | 5 серпня 1899     | католики |
| 24 | Поль де Смет де Неєр (Paul de Smet de Naeyer) (2-й строк)                 | 5 серпня 1899    | 2 травня 1907     | католики |
| 25 | Жуль де Трооз (Jules de Trooz)                                            | 2 травня 1907    | 9 січня 1908      | католики |
| 26 | Франс Схоларт (François Schollaert)                                       | 9 січня 1908     | 17 червня 1911    | католики |
| 27 | Шарль де Броквіль (Charles de Broqueville)                                | 17 червня 1911   | 1 червня 1918     | католики |
| 28 | Жерар Кореман (Gérard Cooreman)                                           | 1 червня 1918    | 21 листопада 1918 | католики |

| №  | Прем'єр-міністр (фр. Premier ministre)                    | Початок           | Закінчення        | Партія                                                |
| -- | --------------------------------------------------------- | ----------------- | ----------------- | ----------------------------------------------------- |
| 29 | Леон Делакруа (Léon Delacroix)                            | 21 листопада 1918 | 20 листопада 1920 | католики                                              |
| 30 | Анрі Картон де Віарт (Henri Carton de Wiart)              | 20 листопада 1920 | 16 грудня 1921    | католики                                              |
| 31 | Жорж Тоніс (Georges Theunis)                              | 16 грудня 1921    | 13 травня 1925    | католики                                              |
| 32 | Алоїз ван де Вівер (Aloys Van de Vyvere)                  | 13 травня 1925    | 17 червня 1925    | католики                                              |
| 33 | Проспер Пує (Prosper Poullet)                             | 17 червня 1925    | 20 травня 1926    | католики                                              |
| 34 | Анрі Жаспар (Henri Jaspar)                                | 20 травня 1926    | 6 червня 1931     | католики                                              |
| 35 | Жуль Ренкін (Jules Renkin)                                | 6 червня 1931     | 22 жовтня 1932    | католики                                              |
| 36 | Шарль де Броквіль (Charles de Broqueville) (2-й строк)    | 22 жовтня 1932    | 20 листопада 1934 | католики                                              |
| 37 | Жорж Тоніс (Georges Theunis) (2-й строк)                  | 20 листопада 1934 | 25 березня 1935   | католики                                              |
| 38 | Поль ван Зеєланд (Paul Van Zeeland)                       | 25 березня 1935   | 24 листопада 1937 | католики                                              |
| 39 | Поль-Еміль Жансон (Paul-Émile Janson)                     | 24 листопада 1937 | 15 травня 1938    | ліберали                                              |
| 40 | Поль-Анрі Спаак (Paul-Henri Spaak)                        | 15 травня 1938    | 22 лютого 1939    | соціалісти                                            |
| 41 | Юбер П'єрло (Hubert Pierlot)                              | 22 лютого 1939    | 12 лютого 1945    | католики                                              |
| 42 | Ахіль ван Аккер (Achille Van Acker)                       | 12 лютого 1945    | 13 березня 1946   | Соціалістична партія Бельгії (PSB)                    |
| 43 | Поль-Анрі Спаак (Paul-Henri Spaak) (2-й строк)            | 13 березня 1946   | 31 березня 1946   | Соціалістична партія Бельгії (PSB)                    |
| 44 | Ахіль ван Аккер (Achille Van Acker) (2-й строк)           | 31 березня 1946   | 3 серпня 1946     | Соціалістична партія Бельгії (PSB)                    |
| 45 | Каміль Гюйсманс (Camille Huysmans)                        | 3 серпня 1946     | 20 березня 1947   | Соціалістична партія Бельгії (PSB)                    |
| 46 | Поль-Анрі Спаак (Paul-Henri Spaak) (3-й строк)            | 20 березня 1947   | 11 серпня 1949    | Соціалістична партія Бельгії (PSB)                    |
| 47 | Гастон Ейскенс (Gaston Eyskens)                           | 11 серпня 1949    | 8 червня 1950     | Християнська соціалістична партія (PSC-CVP)           |
| 48 | Жан Дювьєсар (Jean Duvieusart)                            | 8 червня 1950     | 16 серпня 1950    | Християнська соціалістична партія (PSC-CVP)           |
| 49 | Жозеф Фольєн (Joseph Pholien)                             | 16 серпня 1950    | 15 січня 1952     | Християнська соціалістична партія (PSC-CVP)           |
| 50 | Жан ван Хоут (Jean Van Houtte)                            | 15 січня 1952     | 23 квітня 1954    | Християнська соціалістична партія (PSC-CVP)           |
| 51 | Ахіль ван Аккер (Achille Van Acker) (3-й строк)           | 23 квітня 1954    | 26 червня 1958    | Соціалістична партія Бельгії (PSB)                    |
| 52 | Гастон Ейскенс (Gaston Eyskens) (2-й строк)               | 26 червня 1958    | 25 квітня 1961    | Християнська соціалістична партія (PSC-CVP)           |
| 53 | Тео Лефевр (Théo Lefèvre)                                 | 25 квітня 1961    | 28 липня 1965     | Християнська соціалістична партія (PSC-CVP)           |
| 54 | П'єр Армель (Pierre Harmel)                               | 28 липня 1965     | 19 березня 1966   | Християнська соціалістична партія (PSC-CVP)           |
| 55 | Поль ван ден Буйнантс (Paul Vanden Boeynants)             | 19 березня 1966   | 17 липня 1968     | Християнська соціалістична партія (PSC-CVP)           |
| 56 | Гастон Ейскенс (Gaston Eyskens) (3-й строк)               | 17 липня 1968     | 26 січня 1973     | Християнська Демократична і Фламандська партія (CVP)  |
| 57 | Едмон Лебюртон (Edmond Leburton)                          | 26 січня 1973     | 25 квітня 1974    | Соціалістична партія Бельгії (BSP-PSB)                |
| 58 | Лео Тіндеманс (Leo Tindemans)                             | 25 квітня 1974    | 20 жовтня 1978    | Християнська Демократична і Фламандська партія (CVP)  |
| 59 | Поль ван ден Буйнантс (Paul Vanden Boeynants) (2-й строк) | 20 жовтня 1978    | 3 березня 1979    | Гуманістичний Демократичний центр (PSC)               |
| 60 | Вілфрід Мартенс (Wilfried Martens)                        | 3 березня 1979    | 31 березня 1981   | Християнська Демократична і Фламандська партія (CVP)  |
| 61 | Марк Ейскенс (Mark Eyskens)                               | 31 березня 1981   | 17 грудня 1981    | Християнська Демократична і Фламандська партія (CVP)  |
| 62 | Вілфрід Мартенс (Wilfried Martens) (2-й строк)            | 17 грудня 1981    | 7 березня 1992    | Християнська Демократична і Фламандська партія (CVP)  |
| 63 | Жан-Люк Дегане (Jean-Luc Dehaene)                         | 7 березня 1992    | 12 липня 1999     | Християнська Демократична і Фламандська партія (CVP)  |
| 64 | Гі Вергофстадт (Guy Verhofstadt)                          | 12 липня 1999     | 20 березня 2008   | Фладмандська ліберально-демократична партія (VLD)     |
| 65 | Ів Летерм (Yves Leterme)                                  | 20 березня 2008   | 30 грудня 2008    | Християнська Демократична і Фламандська партія (CD&V) |
| 66 | Герман ван Ромпей (Herman Van Rompuy)                     | 30 грудня 2008    | 25 листопада 2009 | Християнська Демократична і Фламандська партія (CD&V) |
| 67 | Ів Летерм (Yves Leterme)                                  | 25 листопада 2009 | 6 грудня 2011     | Християнська Демократична і Фламандська партія (CD&V) |
| 67 | Еліо ді Рупо (італ. Elio Di Rupo)                         | 6 грудня 2011     | 11 жовтня 2014    | Соціалістична партія (PSB)                            |
| 68 | Шарль Мішель (Charles Michel)                             | 11 жовтня 2014    | 17 жовтня 2019    | Реформаторський рух                                   |
| 69 | Софі Вільмес (Sophie Wilmès)                              | 17 жовтня 2019    | 1 жовтня 2020     | Реформаторський рух                                   |
| 70 | Александер де Кроо (Alexander De Croo)                    | 1 жовтня 2020     |                   | Відкриті фламандські ліберали і демократи             |